# Endoxyla zophoplecta
Endoxyla zophoplecta is een vlinder uit de familie van de Houtboorders (Cossidae). Deze soort is voor het eerst wetenschappelijk beschreven als Xyleutes zophoplecta door Alfred Jefferis Turner in een publicatie uit 1902.
De soort komt voor in Australië. 